# Provincie Savona
Savona (Provincia di Savona) je provincie v oblasti Ligurie. Sousedí na západě s provinciemi Imperia a Cuneo, na severu s provinciemi Alessandria a Asti a na východě s provincií Genova. Na jihu její břehy omývá Ligurské moře.

## Okolní provincie
| Růžice kompasu |         | Asti             | Alessandria | Růžice kompasu |
| Růžice kompasu | Cuneo   | Sever            | Genova      | Růžice kompasu |
| Růžice kompasu | Cuneo   | Provincie Savona | Genova      | Růžice kompasu |
| Růžice kompasu | Cuneo   | Jih              | Genova      | Růžice kompasu |
| Růžice kompasu | Imperia |                  |             | Růžice kompasu |